# 尹道漢
尹道漢（ユン・ドハン、朝鮮語: 윤도한、1960年8月27日 - ）は、大韓民国のジャーナリスト、放送記者。元韓国大統領府（青瓦台）国民疎通首席秘書官（文在寅政権）。政府高官の複数不動産所持に関する責任問題を受け、他の青瓦台高官5人とともに辞表を提出し、2020年8月12日をもって、大統領府を退任。
MBC文化放送の記者出身。MBC報道局文化科学部部長（2005年〜2009年）、ロサンジェルス特派員（2009年〜2012年）などを経て、MBC文化放送・論説委員（2013年〜2018年）。
2016年、漢陽大学兼任教授。2017年、崇実大学兼任教授。
MBCの労働組合発足にかかわった。2019年1月8日に韓国青瓦台・国民疎通首席秘書官に就任。